# 여자, 남자
"여자, 남자"는 2015년에 개봉한 대한민국의 영화이다.

## 캐스팅
슬픈 씬
- 이나영
- 안재홍

그게 아니고
- 이미연
- 바로 : 소년 역

내 노래를 들어줘
- 크리스탈
- 서준영